# Isis (geslacht)
Isis is een geslacht van koralen uit de familie Isididae.

## Soorten
- Isis coccinea Ellis & Solander, 1786
- Isis dichotoma Pallas, 1766
- Isis elongata Gray, 1857
- Isis gregorii Kükenthal, 1924
- Isis hippuris Linnaeus, 1758
- Isis minorbrachyblasta Zou, Huang & Wang, 1991
- Isis ochracea Linnaeus, 1758
- Isis reticulata Nutting, 1910